# Chromis flavipectoralis
Chromis flavipectoralis Randall, 1988 è un pesce osseo appartenente alla famiglia Pomacentridae e alla sottofamiglia Chrominae.

## Distribuzione e habitat
L'areale di questa specie comprende le zone tropicali dell'Oceano Indiano orientale (Maldive, isole Andamane, Thailandia, Birmania, Indonesia occidentale e Malaysia). 
Si trova soprattutto sul lato esterno delle barriere coralline. Talvolta si incontra anche in zone più riparate.
Vive a profondità fra 2 e 15 metri.

## Descrizione
L'aspetto è quello tipico del genere Chromis. La colorazione è bruno chiaro caffellatte con bocca e parte inferiore della testa, ventre, peduncolo caudale, pinna caudale e parte postariore della pinna dorsale bianche. Una macchia gialla piuttosto vistosa è alla base della pinna pettorale.
Raggiunge gli 8 cm di lunghezza.

## Biologia

### Comportamento
È un animale diurno. Vive solitario o in piccoli gruppi poco coesi.

### Alimentazione
Si nutre di zooplancton.

### Riproduzione
È una specie ovipara, le uova aderiscono al fondale e vengono sorvegliate dal maschio.

## Conservazione
La lista rossa IUCN classifica questa specie come "a rischio minimo" dato che non sono note particolari minacce. La specie non è sfruttata per la pesca ed è solo di rado messa in commercio nel mercato acquariofilo.